# France Télévisions
France Télévisions (pronúncia em francês: [fʁɑ̃s televizjɔ̃]) (estilizado como France.tv) é a emissora de televisão pública francesa. É uma empresa pública formada a partir da integração dos canais de televisão públicos France 2 (anteriormente Antenne 2) e France 3 (anteriormente France Régions 3), mais tarde unidos pelos canais legalmente independentes France 5 (anteriormente La Cinquième), France Ô (antiga RFO Sat) e France 4 (anteriormente Festival).
A France Télévisions é atualmente financiada pelas receitas das taxas de licença de televisão e publicidade comercial. Recentemente, a nova lei da radiodifusão pública está eliminando gradualmente a publicidade comercial nos canais de televisão públicos (primeiro à noite, depois gradualmente ao longo do dia).
A France Télévisions é uma apoiadora da iniciativa de transmissão de TV de banda larga híbrida (HbbTV) que está promovendo e estabelecendo um padrão europeu aberto para decodificadores híbridos para recepção de programas de TV aberta e multimídia de banda larga com uma única interface de usuário e foi escolhido o HbbTV por sua interatividade com notícias, esportes e previsão do tempo, e há planejamentos para adicionar capacidade de compartilhamento de mídia social e de TV.

## História

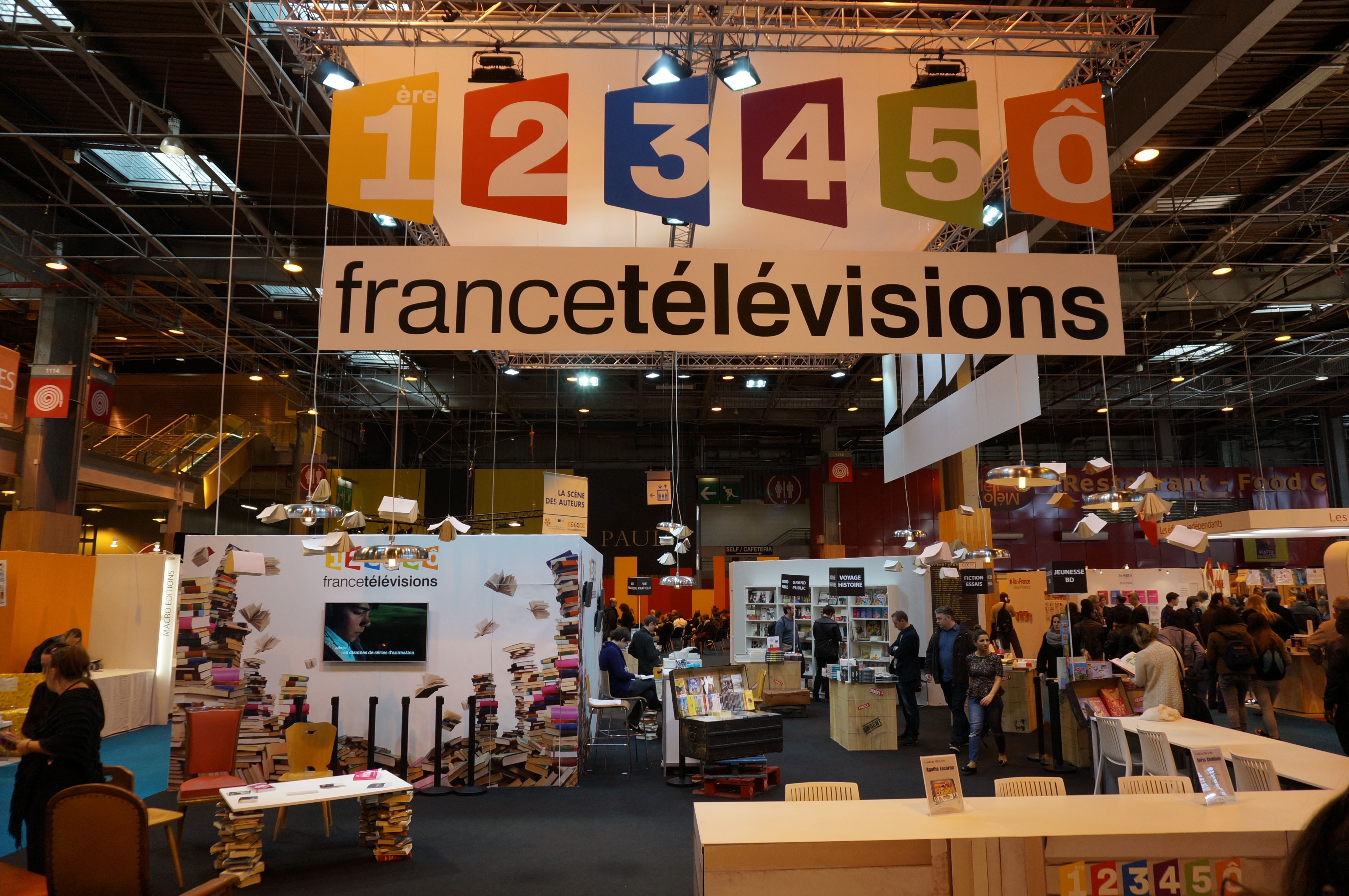
Stand da France Télévisions

De 1964 a 1974, os serviços de rádio e televisão franceses foram monopolizados por meio de uma empresa pública conhecida como Office de Radiodiffusion Télévision Française. Em um esforço para estimular a concorrência, a organização foi dividida em 1975 para que os três canais independentes - TF1, Antenne 2 e FR3pudessem serem vendidos,mas eles ainda pertenceriam ao governo francês por algum tempo, até que uma das empresas fosse privatizada. No entanto, por apresentar operações deficitárias, a TF1 foi privatizada em 1987 e o aumento da concorrência com a abertura do mercado para dois novos radiodifusores privados( Canal+ e La Cinq) levaram a um declínio de audiência dos dois canais públicos restantes, que em apenas dois anos (1987 e 1989 ) perderam um share de mercado de mais de 30%. No entanto, os canais foram salvos da privatização quando a fusão das duas emissoras foi anunciada,criando a France Télévisions. Elas foram rebatizadas em 1992 como France 2 e France 3, respectivamente.
Em agosto de 2000, a France Télévisions S.A. formou-se como uma holding para os canais de televisão públicos da França, absorvendo o controle da France 2, France 3 e de um outro canal público La Cinquième (mais tarde renomeada France 5). Em 2004, a Réseau France Outre-mer (RFO) foi absorvida pela France Télévisions se tornando a France Ô. A partir de 2008, o Presidente da França assumiu o dever de indicar o presidente do sistema público de televisão; eles eram indicados previamente pelo Conseil supérieur de l'audiovisuel.

## Canais

### Nacionais
Actualmente, a France Télévisions é constituída pelos seguintes canais:
| Logótipo | Canal       | Descrição | Fundação                         |
| -------- | ----------- | --- | -------------------------------- |
|          | France 2    | É um canal generalista, transmitindo notícias, séries, entretenimento,esportes,eventos especiais, e na maior parte dos casos dá lugar a produção local. É o segundo canal em audiência no país (depois da TF1). | 21 de dezembro de 1963 (61 anos) |
|          | France 3    | Focado na programação regional,apesar de também ter espaços nacionais em sua grade.Tal como a France 2,é generalista. Também transmite entretenimento,além dos informativos regionais e culturais. | 31 de dezembro de 1972 (52 anos) |
|          | France 4    | O primeiro nome do canal era "Festival", estando exclusivamente disponível apenas na televisão digital.O formato do Canal é baseado na BBC Three com foco na população acima dos 16 anos.Na sua grade estão eventos esportivos, sitcoms, artes, música e entretenimento.                                                                         | 24 de junho de 1996 (29 anos)    |
|          | France 5    | É um canal de utilidade pública,transmitindo programas com temas que são relacionados a interesses coletivos da população e da sociedade francesa como saúde,educação,cultura e a integração de pessoas com deficiência.Além de estar reservado para a transmissão de talk-shows.                                                                | 13 de dezembro de 1994 (30 anos) |
|          | La 1ère     | É um canal exclusivo para os departamentos e territórios ultramarinos franceses.Tal como a France 2 é um canal generalista e tem um sinal específico vindo de Paris para cada um dos territórios.Além de transmitir diversos programas produzidos na França Metropolitana,há o espaço em sua grade para a produção de diversos programas locais. | 14 de setembro de 1954 (70 anos) |
|          | France Ô    | É o canal via-satélite da Outre-Mer 1ère, apresentando apenas a programação local produzida nos territórios ultramarinhos para a França Metropolitana e também para os outros territórios via Televisão Digital Terrestre. | 25 de março de 1998 (27 anos)    |
|          | France Info | É o canal exclusivo de notícias que opera no regime 24x7 ao vivo, tem o apoio da Radio France, da France World Media e do Instituto Nacional do Audiovisual. | 1 de setembro de 2016 (8 anos)   |

### Internacionais
| Logótipo | Canal    | Descrição | Fundação                       |
| -------- | -------- | --- | ------------------------------ |
|          | Euronews | Estação televisiva de informação multilingue e pan-europeia, sediada em Lyon e originalmente transmitida nas 13 línguas oficiais da União Europeia. Foi o primeiro canal do mundo a difundir em várias línguas. A missão da Euronews é a cobertura internacional dos eventos numa perspectiva europeia, evitando o uso do sensacionalismo e permitindo que cada espectador possa criar uma opinião livre sobre o Mundo. A France Télévisions foi uma das emissoras fundadoras do pool em 1992 e agora mantém uma participação minoritária através do grupo SECEMIE. | 1 de janeiro de 1993 (32 anos) |
|          | Arte     | Canal de televisão cultural,sendo uma joint-venture entre a empresa e a ARD da Alemanha,o foco é em uma programação pan-europeia. | 30 de maio de 1992 (33 anos)   |
|          | TV5Monde | Canal internacional da francofonia, disponível no cabo e satélite em nível mundial. | 1 de janeiro de 1984 (41 anos) |
|          | Mezzo    | Canal temático que transmite música clássica (incluindo ópera e ballet), jazz e world music. | 21 de março de 1998 (27 anos)  |

A France Télévisions ainda detém 45% da holding ARTE, juntamente com o Governo Francês (25%), a Radio France (15%) e o INA (Instituto Nacional do Audiovisual) (15%). A France Téléevisions e o sistema alemão ARD-NRD formam o Consórcio ARTE que administra o canal de mesmo nome que transmite sua programação pan-europeia nas duas línguas (o ARTE compartilhava seu canal analógico com a France 5, mas desde a implementação do sinal digital, ambos os canais têm serviços separados em tempo integral).
A France Télévisions também controla o novo sinal multiplex R1 que atualmente hospeda a France 2, France 3, France 5, Arte e o Canal do Parlamento. A France 4 estava originalmente no multiplex R1, mas foi movida para o R2 para permitir espaço para canais regionais no R1.

## Subsidiárias
- France 2 Cinéma e France 3 Cinéma - Empresas produtoras de cinema
- France.tv Studio - Empresa produtora, dublagem, legendas e closed caption para deficientes auditivos e audiodescrição sonora dos canais do grupo.
- France Télévisions Publicité - departamento de publicidade do grupo.
- France Télévisions Distribution - Distribuição de programas produzidos pelos canais do grupo.

## Ligações Externas
- Site oficial (em francês)